# الموزع (بكيل المير)

تعديل مصدري - تعديل

الموزع هي إحدى قرى عزلة العطن بمديرية بكيل المير التابعة لمحافظة حجة، بلغ تعداد سكانها 36 نسمة حسب تعداد اليمن لعام 2004.